# Marco Asinio Marcello (console 104)
Marco Asinio Marcello, detto il Giovane (fl. II secolo), è stato un politico romano vissuto tra il I e il II secolo d.C..

## Biografia
Marco Asinio Marcello fu console nel 104 d.C. sotto il regno di Traiano, assieme a Sesto Attio Suburano Emiliano, e senatore.

### Vicende familiari
Sembra che il console del 104 d.C. fosse il figlio (o forse il nipote) di Marco Asinio Marcello, console nel 54 d.C..
Nel 61, quest'ultimo partecipò a un complotto finalizzato a recuperare la fortuna di un antico pretore senza discendenza. Gli altri cospiratori furono condannati, ma l'ex console fu risparmiato per volontà dell'imperatore Nerone e per la memoria dei suoi antenati.
Effettivamente, il console del 54 sarebbe il nipote di Gaio Asinio Gallo (console nell'8 a.C., importante uomo politico del principato di Augusto e Tiberio e figlio di Gaio Asinio Pollione, console nel 40 a.C.), il quale fu celebre condottiero (poté celebrare un trionfo), oratore, storico e poeta sotto Augusto · .
Marco Asinio Gallo avrebbe avuto una sorella, Asinia Marcella, che avrebbe sposato Gaio Giulio Quadrato Basso, console suffectus nel 105 e generale di Traiano. Da questo matrimonio sarebbe nato Gaio Giulio Basso, console suffectus nel 139.